# 杨嬪 (北齐)
杨氏，北齐人，孝昭帝高演的妃子。
高洋在位时，对高演和他出身北魏宗室的结发妻子元氏恩爱感到不满，就屡次赐予高演美女为妾，杨氏可能是在这时被赐给了高演。高演即位，封她为嫔。
高演在位时间不长，后宫人数也较少，杨嫔以美丽、有才华，还是贵家出身，得到较突出的礼待。子女情况则记载不详。